# 國立東華大學資訊工程學系
國立東華大學資訊工程學系暨研究所（NDHU Department of Computer Science and Information Engineering），簡稱、東華資工，成立於1995年，隸屬於國立東華大學理工學院，為國立東華大學創校系所之一，由美國亞利桑那大學電機與計算機工程教授郭斯彥創辦，擁有全臺灣最早的國際學士班、國際碩士班、國際博士班，也是全國唯一受中華民國外交部「國際合作發展基金會」認證，遴選世界友邦菁英深造之資工學府，擁有全臺灣最高國際生比例，超過三分之一來自台灣以外國家，頒授學士、碩士、博士學位。
2021年《臺灣大學科研論文質量評比》（NTU Ranking），東華資工被評為全球計算機科學排名前350大。《泰晤士中國學科評級》東華在信息與通信工程（Information and Communication Engineering）被評為全球A級學科，與國立清華大學、國立成功大學並列，全國僅次國立臺灣大學（A+）。
2022年《泰晤士世界大學學科排名》，東華資工在計算機科學（Computer Science）被列為全球排名301–400位，與國立成功大學、國立臺灣科技大學並列第五強資工學府，國立排名僅次於國立臺灣大學、國立陽明交通大學、國立清華大學。
其參與多項國家級大型計畫，也是國家級人工智慧普適研究中心（PAIR labs）七校成員之一，歷任教授群有1位IEEE終身院士（Life Fellow）、4位IET院士（Fellow）、4位特聘教授、8位全球前2%頂尖科學家。

## 系史

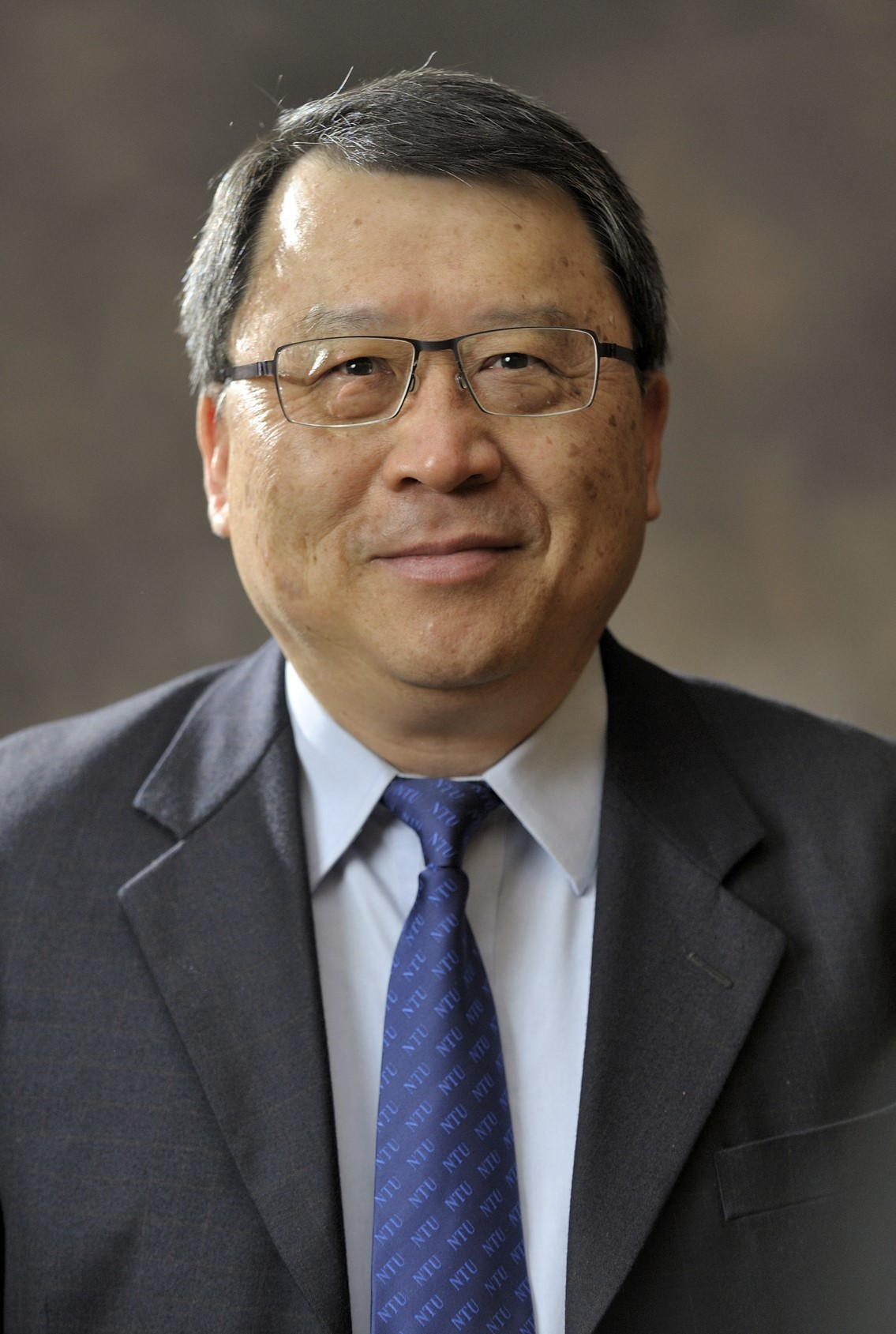
郭斯彥教授，曾任美國亞利桑那大學電機與計算機工程教授、國立東華大學資訊工程研究所創所所長、國立臺灣科技大學電資學院院長、國立臺灣大學電機資訊學院院長，現任國立臺灣大學電機工程學系終身特聘教授。

1995年，國立東華大學資訊工程研究所成立，由美國亞利桑那大學電機與計算機工程教授郭斯彥返國創辦，旗下延攬美國俄亥俄州立大學電機資訊教授黃秋煌、工業技術研究院電腦與通訊工業研究所研究員林信鋒、資訊工業策進會研究員吳秀陽、電機工程學者趙涵㨗、計算機科學家鄭憲宗、國立臺灣師範大學工業教育教授陳俊良等學者，是全臺灣歷史最悠久的資訊工程學府之一，創立時間早於國立臺灣科技大學、國立臺北科技大學。
1997年，資訊工程學系成立，招收第一屆學士班學生。2000年，開辦「資訊工程研究所碩士在職專班」（EMCSIE），招收具工作經驗之碩士班學生，其校友包含KPMG數位智能風險顧問公司副總經理林大馗。2001年，「資訊工程研究所博士班」成立，是東臺灣首座頒授資訊工程博士之高等學府。
2008年5月，因應國立東華大學與國立花蓮教育大學兩校合併，整合國立花蓮教育大學資訊科學研究所、學習科技研究所，隔年「學習科技研究所」更名為「網路與多媒體科技研究所」。 2011年，國際碩士班、國際學士班成立，是全臺灣第一座資訊工程國際班。2014年，碩士班、學士班整合，下分為資工組、國際組。同時，網路與多媒體科技研究所、資訊工程研究所，整合為單一碩士班。2019年，「資訊工程國際學士班」入選中華民國外交部國際合作發展基金會全額獎學金計畫，是全國唯一入選的資訊工程學府。
2020年，東華資工與臺灣數位金融企業–普鴻資訊，合辦「金融科技資訊人才培育學程」(Fintech Talent Cultivation Program in Information Technology)，由普鴻業師開設金融科技、行動支付、資訊安全課程。 同年，與宏達國際電子（HTC）合作成立HTC VIVE教學中心，共同培育VR/AR/MR/XR數位科技人才，為東臺灣首座VR人才培育中心。 2022年，與智原科技合作培育積體電路設計（IC Design）人才，由智原研發主管在其校內開辦Cell-Based Design菁英養成班。 同年，與資訊工業策進會合作開辦AR擴增實境開發培訓班，是全國唯一入選的培訓學校。

## 學位課程

### 學士班（B.S.）
東華資工學士班分為資工組、國際組，首創引入歐美大學「課程學程化制度」提供學士班更彈性的副修或雙主修空間。
資訊工程學系學士班主修學程(major)，需完成下列四個學程：
(1) 電資基礎學程（Fundamental Program of Electrical Engineering and Computer Science）
(2) 資工核心(一)學程（Core Program of Computer Science (I)）
(3) 資工核心(二)學程（Core Program of Computer Science (II)）
(4) 專業選修學程（下列二選一）：
▎多媒體與智慧計算學程（Program of Multimedia and Intelligent Computing）
▎網路與系統學程（Program of Network and System）
學士班學生滿足校核心課程、學程相關規定及132學分，符合畢業要求，即授予工學學士學位（Bachelor of Science, B.S.）。

### 碩士班（M.S.）
東華資工碩士班（資工組、國際組）畢業學分為30學分，包含專業必修6學分與專業選修24學分，以及學術論文要求。
資訊工程碩士在職專班（EMCSIE）畢業學分為36學分，包含專業必修6學分與專業選修30學分，以及學術論文要求。
畢業碩士生授予工學碩士學位（Master of Science, M.S.）。

### 博士班（Ph.D.）
資訊工程博士班畢業學分為30學分，包含專業必修12學分與專業選修18學分，以及學術論文要求。
畢業博士生授予工學博士學位（Doctor of Philosophy, Ph.D.）。

## 國際化與學術排名

### 全球學術表現
- 2021年《臺灣大學科研論文質量評比》（NTU Ranking），全球計算機科學排名前350大。[3]
- 2022年《世界大學學術表現》(URAP)在資訊與電腦科學（Information & Computer Science）擁有全臺灣第一名的論文影響力。[19]
- 2022年《泰晤士中國學科評級》在信息與通信工程（Information and Communication Engineering）被評為全球A級學科，全臺灣僅次國立臺灣大學（A+），同時與國立清華大學、國立成功大學並列。
- 2022年《泰晤士世界大學學科排名》計算機科學（Computer Science）全球排名301–400大，臺灣排名第5位，兩岸排名並列第25強，國內與國立成功大學、國立臺灣科技大學並列，國外與美國亞利桑那大學、佛羅里達大學、加拿大麥克馬斯特大學並列。[20]

| 排名    | 上榜學校名稱     | 位置     | 综合得分  |
| ------- | ---------------- | -------- | --------- |
| 12      | 清華大學         | 中国大陆 | 86.4      |
| 17      | 北京大學         | 中国大陆 | 84.5      |
| 30      | 上海交通大學     | 中国大陆 | 78.8      |
| 40      | 浙江大學         | 中国大陆 | 72.6      |
| 56      | 國立臺灣大學     | 臺灣     | 63.9      |
| 58      | 中國科學技術大學 | 中国大陆 | 62.8      |
| 60      | 南京大學         | 中国大陆 | 61.7      |
| 68      | 復旦大學         | 中国大陆 | 59.8      |
| 88      | 國立陽明交通大學 | 臺灣     | 54.9      |
| 126-150 | 中南大學         | 中国大陆 | 47.0-48.8 |
| 126-150 | 華中科技大學     | 中国大陆 | 47.0-48.8 |
| 126-150 | 國立清華大學     | 臺灣     | 47.0-48.8 |
| 126-150 | 亞洲大學         | 臺灣     | 47.0-48.8 |
| 151-175 | 哈爾濱工業大學   | 中国大陆 | 45.3-46.9 |
| 151-175 | 中山大學 (中國)  | 中国大陆 | 45.3-46.9 |
| 176-200 | 南方科技大學     | 中国大陆 | 43.2-45.2 |
| 201-250 | 北京航空航天大學 | 中国大陆 | 40.3-43.1 |
| 251-300 | 華東師範大學     | 中国大陆 | 38.2-40.1 |
| 251-300 | 南開大學         | 中国大陆 | 38.2-40.1 |
| 251-300 | 深圳大學         | 中国大陆 | 38.2-40.1 |
| 251-300 | 武漢大學         | 中国大陆 | 38.2-40.1 |
| 251-300 | 西安交通大學     | 中国大陆 | 38.2-40.1 |
| 251-300 | 西交利物浦大學   | 中国大陆 | 38.2-40.1 |
| 251-300 | 西安電子科技大學 | 中国大陆 | 38.2-40.1 |
| 301-400 | 國立成功大學     | 臺灣     | 34.9-38.1 |
| 301-400 | 國立臺灣科技大學 | 臺灣     | 34.9-38.1 |
| 301-400 | 國立東華大學     | 臺灣     | 34.9-38.1 |
| 301-400 | 電子科技大學     | 中国大陆 | 34.9-38.1 |
| 301-400 | 天津大學         | 中国大陆 | 34.9-38.1 |

### 國家級人工智慧普適研究中心
人工智慧普適研究中心（PAIR Labs）是中華民國科技部聯合國立陽明交通大學、國立清華大學、國立政治大學、國立臺灣師範大學、國立東華大學、國立中央大學、國立中興大學、中央研究院，七大高等學府與中研院，於交大成立人工智慧普適研究中心(Pervasive AI Research Labs) ，為科技部成立的四大國家型AI研究中心之一，成立使命為推動人工智慧技術在真實場景之應用，例如：智慧城市、智慧零售與物流、智慧農業、智慧教育評測、區塊鏈等應用場景。

### 東華資工–國合會全額獎學金計畫
2019年，東華資工學士班國際組入選中華民國外交部國際合作發展基金會全額獎學金計畫，成為全臺灣唯一獲選的資訊工程系所，將遴選世界友邦菁英至東華深造，協助友邦與友好開發中國家培育資訊工程專業人才。2021年，外交部國合會共收到近160件東華資工申請案，是其32項全額獎學金計畫之冠，錄取率僅有9.4%。

## 實驗室
具備多媒體互動教學功能之通用電腦教室兩間，行動應用發展電腦教室、以及雲端運算與巨量資料處理電腦教室，等二十二間相關領域之軟硬體設備。
研究實驗室包括：
- 影像與視訊處理實驗室
- 網路創新技術實驗室
- 計算機系統實驗室
- 普及計算與資料管理實驗室
- 軟品工程實驗室
- 電腦繪圖學實驗室
- 密碼與資訊安全實驗室
- 圖形與生物資訊演算法實驗室
- 編譯技術與嵌入式系統實驗室
- 機器智能技術實驗室
- 電腦視覺與虛擬實境實驗室
- 知識工程實驗室
- 人工智慧實驗室
- 數位影像與視覺計算實驗室
- 無線網路服務工程實驗室
- 連結網路與容錯計算實驗室
- 前端網路技術實驗室
- 智慧型系統實驗室
- 分散式計算實驗室
- 決策支援系統實驗室
- 網路運算與應用實驗室
- 學習科技實驗室

## 研究領域
（一）多媒體系統
（二）計算機通訊網路與行動計算
（三）資料庫與知識庫系統
（四）超大型積體電路與嵌入式系統設計
（五）平行與分散式計算
（六）軟體工程
（七）密碼學與資訊安全
（八）計算理論與演算法
（九）人機互動系統
（十）程式語言與編譯系統
（十一）數位棋藝研究
（十二）生物資訊

## 人物

國立東華大學理工學院歷任知名學者:
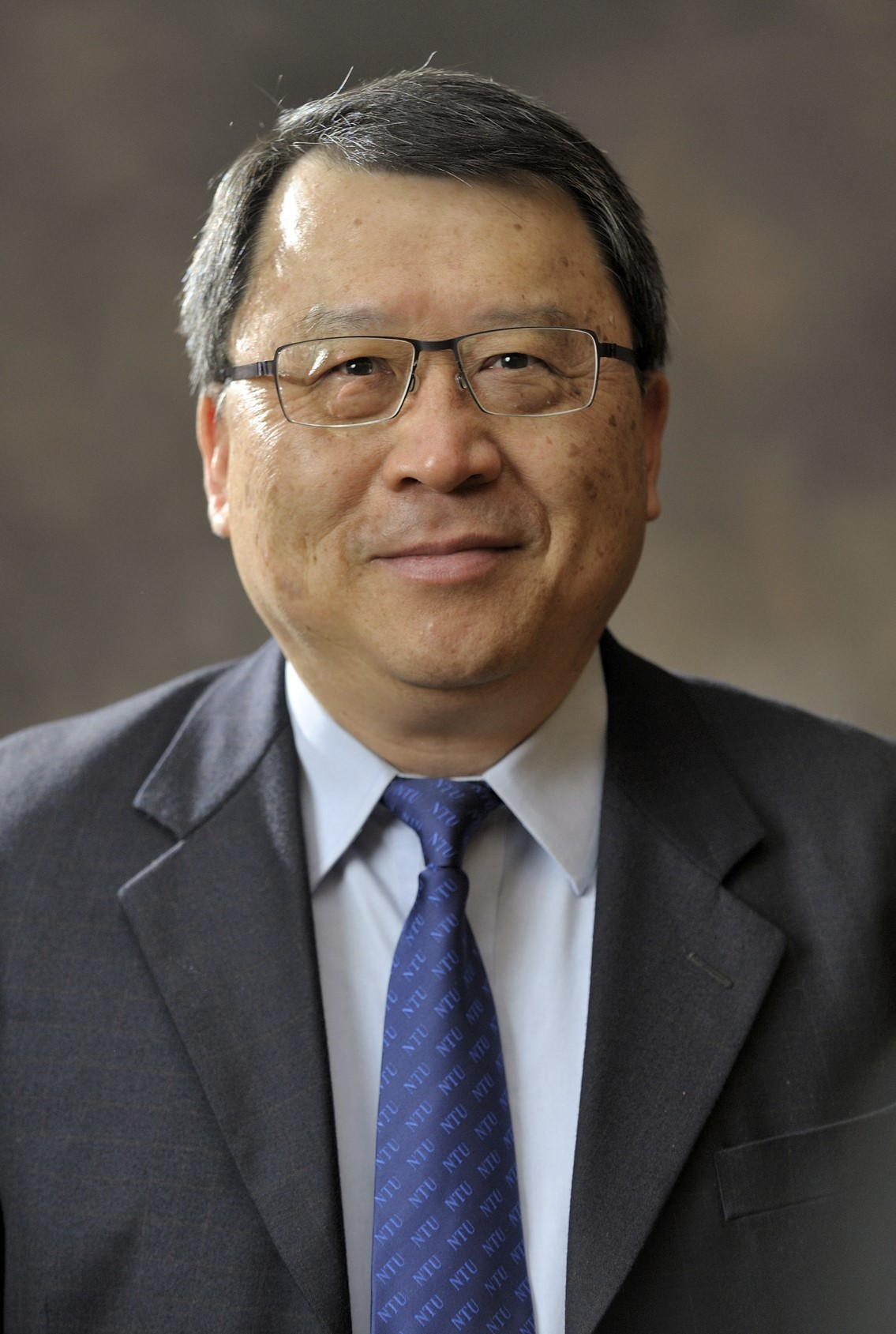
郭斯彥 電機電子工程師學會（IEEE）終身特聘院士暨國際工程技術學會（IET）院士
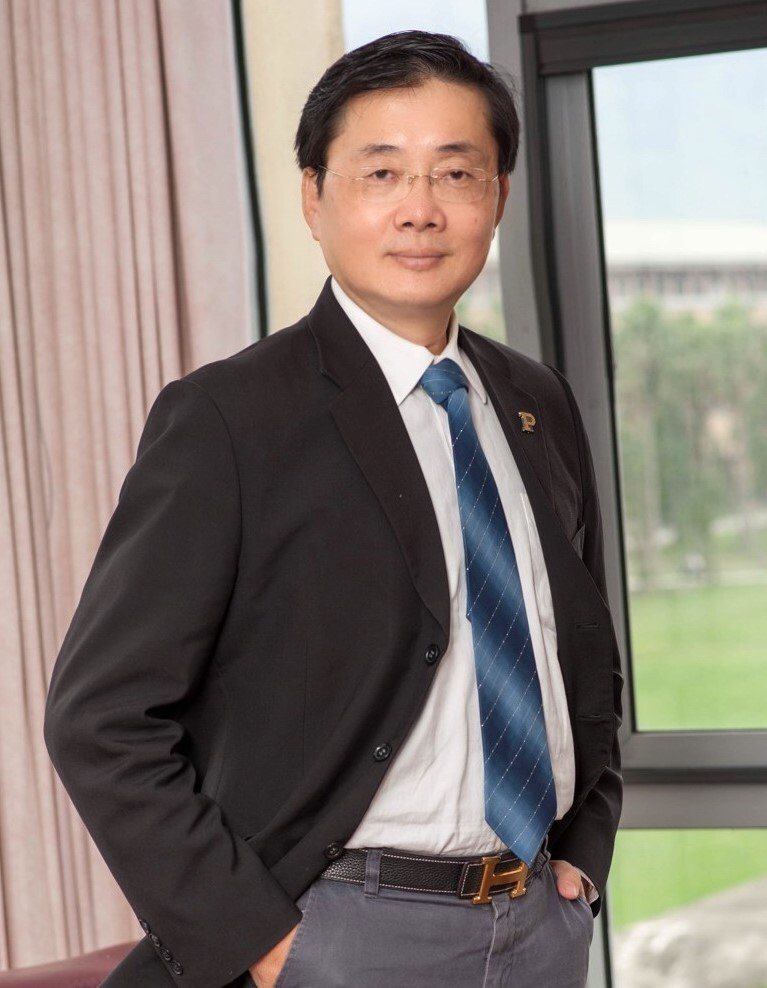
趙涵捷 國際工程技術學會（IET）院士暨英國電腦學會（BCS）院士
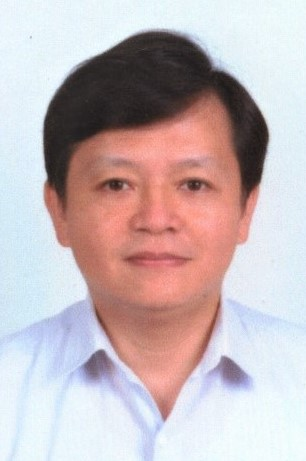
林信鋒 國際工程技術學會（IET）院士
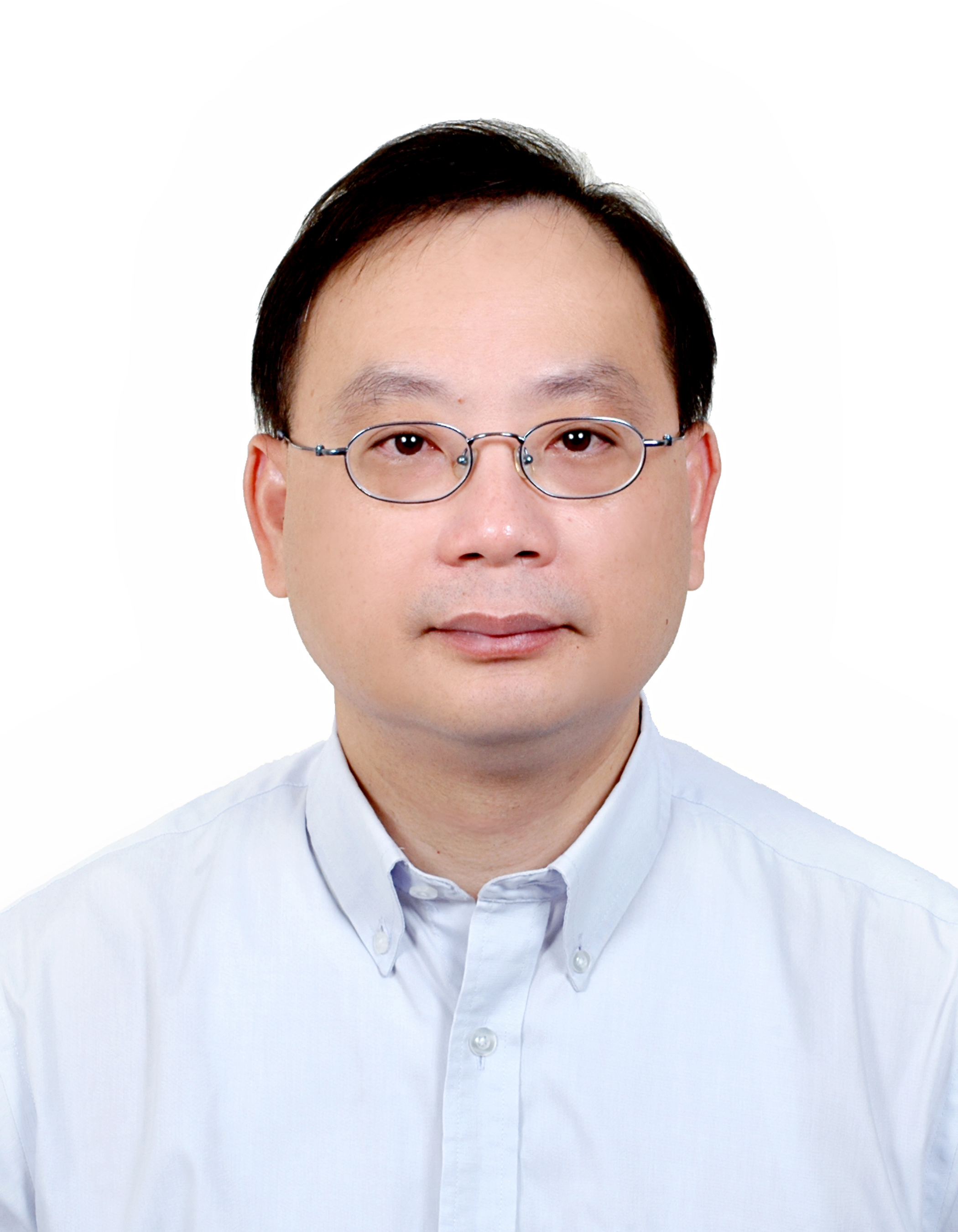
楊慶隆 國際工程技術學會（IET）院士

## 外部連結
- 國立東華大學資訊工程學系暨研究所 NDHU CSIE
- Google Inc.  (地图). Google Inc. 10 May 2020  [10 May 2020].